# アッサム州
アッサム州（アッサムしゅう、アッサム語: অসম ラテン文字転写: Ôxôm、英語: Assam）は、インド北東部にある州。北東インドの中核となっている。中心都市はグワーハーティーで、州都はグワーハーティーの衛星都市ディスプル。

## 名称
アッサム州は歴史によって様々な呼ばれ方をしている。以下の歴史にはそれらの呼び方を掲載した。括弧内には由来を書き込んである。
2006年2月27日、アッサム州は州名をイギリス人によって付けられたアッサムから植民地化以前のアソム州にすると発表した。

## 地理
ヒマラヤ山脈の麓にある。東はナガランド州、マニプル州と、西はバングラデシュ、西ベンガル州、メーガーラヤ州と、南はミゾラム州、トリプラ州と、北はブータン王国、アルナーチャル・プラデーシュ州と、隣接している。
アッサム州はT形に近い形状をしている。非常に湿度が高い気候で、雨季には多くの雨が降る。そのため、稲作が盛んである。

## 歴史

### 古代
伝説上の国としてプラーグジョーティシャ王国（en:Danava dynasty）が知られている。

### 中世
カーマルーパ王国（350年 – 1140年）
- en:Varman dynasty（350年 - 655年）
- en:Mlechchha dynasty（655年 - 900年）
- パーラ朝（英語版）（900年 – 1185年）

### 近世
同時代にen:Sutiya Kingdom、Kamata Kingdom、en:Kachari Kingdomが併存した三国時代となった。
1187年、en:Deori peopleのBirpalがen:Sutiya Kingdomを建国。
西アッサムのKamata Kingdom（en:Khen dynasty、1185年 – 1498年）を建国。西アッサムのクーチ・ビハール（現在クーチ・ビハール県にあたる一帯）にはチベット系・ビルマ系のコーチ族（クーチ族）によるコーチ朝（1515年 – 1947年）があった。
13世紀、現地民がアーホーム族と呼ぶタイ族系のシャン族のアーホーム王国（1228年 – 1826年）による支配が始まる。このことから、この地域はアソムと呼ばれるようになった。

### 近代
17世紀にクーチ朝がムガル帝国に滅ぼされてアーホーム王国に吸収された。この時の東西の境界線が現在の西ベンガル州とアッサム州の境界線の起源である。クーチ・ビハールはブータンからも侵攻を受け、プラッシーの戦い（1757年）までブータンに臣従した（1680年 - 1772年）。）
ビルマのアッサム侵攻（1817年–1826年）によってビルマに併合される。その直後、第一次英緬戦争（1824年-1826年）でイギリス東インド会社がインド植民地に併合。併合後、イギリス人はこの地域をアッサムと呼んだ。
1867年、en:Makumでの掘削で石油が発見される。
1914年、North-East Frontier Tracts (NEFT) を分離。中国（北京政府）との国境が係争地となり、マクマホンラインで知られる国境線が引かれた。
1947年、パキスタンの分離独立に伴い、シレット管区（現バングラデシュ）が分離された。
1951年、NEFTを東北辺境地区 (NEFA) に改称。
1959年、中印国境紛争。
1966年、ミゾ国民戦線（MNF）によるミゾ独立運動が起こったが鎮圧され、組織は東パキスタン（現バングラデシュ）のチッタゴン丘陵地帯に脱出した（en:March 1966 Mizo National Front uprising）。同地では後に、シャンティ・バヒーニー（英語：Peace Force）によるチッタゴン丘陵地帯紛争（1977年 - 1997年）が発生した。
1971年、バングラデシュ独立戦争が勃発（3月26日）。それに誘発された第三次印パ戦争を経てバングラデシュが独立（12月16日）。
1972年、州再編でディスプル（グワーハーティーから約10キロメートルほど）が州都となる。メーガーラヤ州が分離。
1979年、アッサム紛争。
1987年、アルナーチャル・プラデーシュ州が分離。
1990年、トリプラ紛争。
1993年、ナガランド紛争。
1997年、タドウ語を話すクキ族とパイテ族の間でクキ・パイテ民族紛争 (1997年 - 1998年)が勃発。
2012年、アッサム暴動 (2012年)。
2022年4月から翌月以降にかけて、洪水が発生。アッサム州だけでも27万人が家を失った。

## 行政区分

### アッサム州内の県
アッサム州内には以下の27の県 (District) が含まれる。

アッサム州の県

1. バルペタ県（英語版）
2. ボンガイガオン県（英語版）
3. カチャル県（英語版）
4. ダーラーング県（英語版）
5. ディマージー県（英語版）
6. ドゥブリー県（英語版）
7. ディブルガッ県（英語版）
8. ガルパラー県（英語版）
9. ゴーラーガート県（英語版）
10. ハイラーカーンディー県（英語版）
11. ジョールハッ県（英語版）
12. カールビー・オンロン県（英語版）
13. カリムガンジー県（英語版）
14. コークラージャー県（英語版）
15. ラキンプール県（英語版）
16. マリガオン県（英語版）
17. ナーガオン県（英語版）
18. ナルバーリー県（英語版）
19. ディマハサオ県（英語版）（旧北カチャール・ヒルズ県、North Cachar Hills district）
20. シヴァサガル県（英語版）
21. ショーニトプール県（英語版）
22. ティンスキヤ県（英語版）
23. カームループ県（英語版））
24. カームループ都市圏県（英語版）（カームループ県から分離）- グワーハーティー
25. en:Baksa district
26. en:Udalguri district
27. en:Chirang district

## 住民
2018年時点の人口は約3300万人であるが、インド政府がアッサム州のみを対象にまとめ、同年7月30日に公開した「国民登録簿」暫定版への記載人数は約2900万人だった。本人または父母が、バングラデシュ独立戦争直前の1971年3月24日以前からアッサム州していたことを証明できる書類を登録の条件としている。バングラデシュ独立戦争の混乱などでインドに逃げ込んだ人々とその子孫で、従来も「不法移民」とみられがちだった約400万人の住民が市民権を失う可能性がある。

### 民族
アッサム人、アーホーム族、ボド族（ボドランド）、en:Bodo-Kachari people、Barua、en:Dimasa people、en:Karbi people、en:Mishing people、en:Sutiya Kingdom（Sutiya Kingdom、en:Sadiya）

### 言語
州の公用語はアッサム語（アソム語）、ボド語、ベンガル語、カルビ語。このほかにネパール語、ヒンディー語が多く使われる。また、一部地域（主にシレット管区に接するSurma Valley周辺）ではシレット語が多く用いられる。

### 宗教
2011年の調査によると、61.47%がヒンドゥー教徒で、34.22%がイスラム教徒である。

## 産業

### 石油
en:Oil India（旧アッサム石油）、ONGCにより油田が開発され、州内に、グワーハーティー（en:Guwahati Refinery）、en:Digboi（en:Digboi Refinery）、en:Golaghat/en:Numaligarh（Numaligarh Refinery）、en:Bongaigaon（en:Bongaigaon Refinery）、4カ所の製油所を擁する。

### 茶
アッサム茶で有名。